# Lucila Santos Trujillo
Lucila Santos Trujillo (Portoviejo, 9 de junio de 1928 - Guayaquil, ca. 4 de mayo de 2020), fue la esposa del presidente ecuatoriano Otto Arosemena Gómez, y  Primera dama de la nación, cargo que ejerció entre el 16 de noviembre de 1966 y el 31 de agosto de 1968.

## Biografía
Lucila fue hija de Atanasio Santos Chávez, gobernador de la provincia de Manabí, y de la dama esmeraldeña Lucila Trujillo Gutiérrez.

### Matrimonio y descendencia
En 1947 contrajo matrimonio en Guayaquil con Otto Arosemena Gómez, y en 1955 adquirieron una propiedad de estilo neocolonial a la que bautizaron con el nombre de Villa Lucila, ubicada en la esquina de las calles Chambers y 5 de junio, del barrio Cuba. Allí nacieron sus tres hijos:
- Otto Luis Arosemena Santos
- Fabiola Lucila Arosemena Santos
- María Auxiliadora Arosemena Santos

## Primera dama
En 1962 la familia Arosemena-Santos vendió su casa de Guayaquil y se trasladó a Quito, donde Otto residía desde 1957 por sus diferentes cargos políticos. Cuando en 1966 su esposo fue nombrado Presidente de la República, Lucila hizo lo propio como primera dama de la nación, y así fue la anfitriona del Palacio de Carondelet durante los casi dos años que duró el Gobierno de Arosemena, al que también acompañaba a diversos actos protocolares tanto a nivel nacional como internacional.
Como primera dama, y además de ser presidenta del Patronato Nacional del Niño, Lucila impulsó el programa «Una escuela por día», con el que se construyeron varios centros educativos a lo largo del país, recibiendo algunos el nombre de la primera dama en honor a su labor.
Su fallecimiento se anunció el 4 de mayo de 2020, tenía noventa y un años.